# Ilir Avdyli
Ilir Avdyli (sinh 20 tháng 5 năm 1990) là một cầu thủ bóng đá Kosovo-Albania thi đấu ở vị trí thủ môn cho câu lạc bộ Albania Kamza.

## Sự nghiệp câu lạc bộ

### Tirana
Ngày 14 tháng 1 năm 2016. Avdyli gia nhập đội bóng Albanian Superliga Tirana. Ngày 8 tháng 5 năm 2016, anh ra mắt trong thất bại 2–1 trên sân khách trước Flamurtari Vlorë khi được nằm trong đội hình xuất phát.

### Llapi
Ngày 12 tháng 7 năm 2016. Avdyli gia nhập đội bóng Football Superleague of Kosovo Llapi.

### Shkëndija
Ngày 26 tháng 6 năm 2017. Avdyli gia nhập đội bóng Macedonian First Football League Shkëndija. Ngày 30 tháng 12 năm 2017, anh rời Shkëndija, do cạnh tranh khốc liệt.

### Kamza
Ngày 4 tháng 1 năm 2018. Avdyli gia nhập đội bóng Albanian Superliga Kamza, để thay thế cầu thủ mới chuyển đi Argjent Halili như lựa chọn thứ hai.

## Sự nghiệp quốc tế
Ngày 20 tháng 5 năm 2014. Avdyli được triệu tập khẩn lên Kosovo để thi đấu giao hữu trước Thổ Nhĩ Kỳ và Sénégal, thay cho cầu thủ chấn thương Samir Ujkani. Avdyli không được sử dụng trong các trận đấu đó.